# Herthania japonicola
Herthania japonicola is een keversoort uit de familie moerasweekschilden (Scirtidae). De wetenschappelijke naam van de soort werd in 1963 gepubliceerd door Takehiko Nakane.